# Dalbergia nitidula
Dalbergia nitidula är en ärtväxtart som beskrevs av John Gilbert Baker. Dalbergia nitidula ingår i släktet Dalbergia, och familjen ärtväxter. Inga underarter finns listade i Catalogue of Life.